# Melvin Brown
Melvin Brown Casados (Naranjos Amatlán, 28 gennaio 1979) è un ex calciatore messicano di origini giamaicane, di ruolo  difensore.

## Carriera

### Club
Nel 2001 debutta nel campionato messicano con il Cruz Azul, rimanendo nel club fino al 2004, quando passa al Jaguares de Chiapas. Nel 2008 lascia anche il club del Chiapas e si trasferisce al Puebla Fútbol Club. Dopo poche partite passa al Tecos de la UAG di Guadalajara, si ritira ufficialmente dal calcio giocato il 1º luglio 2013.

### Nazionale
Con la nazionale messicana ha partecipato a Corea del Sud-Giappone 2002, senza mai scendere in campo.